# Chapter and Verse
Chapter and Verse è il settimo album in studio dei Funeral for a Friend, pubblicato nel gennaio 2015.

## Background
L'album, secondo quanto affermato dal cantante Matt Davies, è stato scritto in sole tre settimane e registrato nell'arco di ulteriori due. La band ha scelto come produttore Lewis Johns, che aveva lavorato in precedenza con i Gnarwolves, a differenza dei precedenti tre album per i quali il gruppo aveva lavorato con Romesh Dodangoda.

## Tracce
1. Stand by Me for the Millionth Time – 3:53
2. You've Got a Bad Case of the Religions – 2:41
3. Pencil Pusher – 2:59
4. You Should Be Ashamed of Yourself – 3:47
5. 1% – 3:43
6. After All These Years… Like a Lightbulb Going Off in My Head – 3:32
7. Modern Excuse of a Man – 1:47
8. Inequality – 2:53
9. Brother – 1:51
10. Donny – 2:42
11. The Jade Tree Years Were My Best – 5:04